# Дешанель, Поль
Поль Эже́н Луи́ Дешане́ль (фр. Paul Eugène Louis Deschanel; 13 февраля 1855, Брюссель — 28 апреля 1922, Париж) — французский государственный деятель, 11-й президент Франции (Третьей республики) в феврале—сентябре 1920 года.

## Биография

### Ранние годы и начало карьеры
Отцом Дешанеля был учёный и сенатор Франции Эмиль Дешанель (1819—1904). Поль родился в Бельгии, где его отец жил в эмиграции, протестуя против режима Наполеона III. После амнистии, объявленной Наполеоном III в 1859 году, семья Дешанель переехала в Париж. Успешно учился в нескольких престижных столичных лицеях, проявлял особые способности к языкам. В 1873 году он закончил военную службу как пехотинец-доброволец. В 1874 году окончил Вольную школу политических наук и юридический факультет Парижского университета.
Уже в юности стал автором нескольких литературных произведений, одновременно занимался политической журналистикой. В эти годы он мечтал стать актером, участвовал в нескольких спектаклях, в частности, в «Дон Паскуале» в замке Фолембре в 1882 году.
В 1876 году его отец был избран депутатом от республиканской партии. Желая оказать новому парламентарию услугу, умеренный республиканец, заместитель министра внутренних дел Эмиль де Марсер нанял Поля Дешанеля в качестве секретаря; вскоре де Марсер был назначен министром внутренних дел и сохранил его на том же посту. В декабре 1876 года он был назначен личным секретарем нового председателя Совета Министров Франции Жюля Симона.
В декабре 1877 года в возрасте 22 лет был назначен заместителем префекта в округе Дрё, стал самым молодым заместителем префекта в истории. В 1879 году был назначен генеральным секретарем префектуры Сена и Марна, а в декабре того же года заместителем префекта округа Брест. В 1881 году был переведен на должность заместителя префекта округа Мо. В том же году подал в отставку, чтобы принять участие в выборах в законодательные органы 1881 года, однако на них потерпел неудачу. В 1885 году несколько месяцев проучился в Гейдельбергском университете.
В том же 1885 году был избран в Палату депутатов Франции от департамента Эр и Луара. С тех пор непрерывно сохранял свой мандат до февраля 1920 года. В 1895 году, после смерти Шарля Блотта, он был избран генеральным советником департамента Эр и Луар, бессменно сохранял эту должность до 1919 года, в 1898 году был избран вице-президентом генерального совета департамента. В этот период он придерживался центристских взглядов, называл себя «прогрессивным республиканцем» и руководствовался девизом: «Ни реакции, ни революции».
В сфере социальной политики поддерживал запрет на ночную работу на фабриках для женщин и детей, одиннадцатичасовой рабочий день, введение еженедельного отдыха, компенсации в случае несчастных случаев на производстве, установление пенсий рабочим и крестьянам, создание трудовой инспекции и обязательную помощь престарелым и немощным. Также выступал за принятие Трудового кодекса. 
В экономике выступал за протекционизм и критиковал свободную торговлю, поддерживал развитие системы кооперативов в аграрном секторе. 
В сфере внешней политики выступал с националистических позиций, решительно осуждал пацифизм, который приравнивал к пораженчеству. Был противником усиления Германии, выступал за сближение с Великобританией и Россией. Активно поддерживал французскую колониальную политику, занимал пост вице-президента Колониального совета.   
Как депутат выступал против роста влияния генерала Буланже. Голосовал против закона 1888 года, запрещающего главам семей, правивших во Франции, оставаться во Франции, а также против закона 1890 года, предусматривающего возвращение под юрисдикцию исправительных судов правонарушений, связанных с оскорблением президента Республики, парламентариев и государственных служащих. После выборов в законодательные органы 1893 года вместе с Раймоном Пуанкаре, Луи Барту и Шарлем Джоннартом участвовал в создании республиканского течения «прогрессистов». Во время Панамского скандала  бросает вызов Жоржу Клемансо, поддерживает требование об экстрадиции бизнесмена Корнелиуса Герца, который якобы финансировал газету Клемансо La Justice. 

### Парламентский лидер
В 1896 году был избран вице-президентом Палаты депутатов Национального собрания.
В 1898—1901 годах председатель Палаты депутатов. Во время Дела Дрейфуса занимал острожную позицию, заявлял, что установление истины является прерогативой суда. 
В 1899 году был избран во Французскую академию (кресло №19).  
В 1900—1910 годах читал курсы в высших учебных заведениях, таких как Парижская высшая школа журналистики, Высшая школа социальных исследований или Высшая школы международные политических исследований. Сосредоточился на вопросах внешней политики, читая лекции по ситуации в Азии и Северной Америке. С 1904 год а также возглавлял Свободный колледж социальных наук, с 1909 по 1912 год — Общество бывших студентов Свободной школы политических наук, а с 1910 года — Национальное управление французских университетов и высшей школы. Был известен как блестящий оратор. Автор многих книг и статей, он с 1899 года был членом Французской академии.
В июне 1905 года он был избран председателем комитета палаты представителей по внешним и колониальным делам. Как депутат голосовал за закон об отделении церквей от государства (принят в 1905 г.) и отмену смертной казни (отклонён в 1908 г.).
В начале мая 1912 года председатель Совета Министров Франции Совета Раймон Пуанкаре предложил ему стать послом в России однако он отказался, поскольку стремился вновь стать президентом Палаты депутатов после смерти Анри Бриссона и сохранить шансы на избрание в дальнейшем на пост президента Республики.
В 1912—1920 годах — президент Палаты депутатов Национального собрания Франции. Каждый год он переизбирался на этот пост значительным большинством голосов (от 78,6 % в 1913 году до 99,8 % голосов в 1920 году). Во время Первой мировой войны он был одним из главных ораторов. В страстных речах он оптимистичен, восхваляет французские добродетели, отдает дань уважения мертвым и воюющим и осуждает Германию, борьбу против которой он представляет как территориальную, но также и цивилизационную. Однако в своих записях он был настроен не очень оптимистично, указывал на недостаточную подготовку политического класса, а также неправильное управление конфликтом со стороны политических и военных лидеров, в частности, во время многочисленных наступлений 1915 года, повлекших за собой большие человеческие жертвы. Он также критически относится к союзникам Франции, ссылаясь на британский эгоизм и рассматривая Российскую империю как слабое место Антанты. После победы Антанты оказался в числе меньшинства парламентариев, которые не одобрили Версальский договор (1919) года, выступал с жесткой критикой договора из-за его непрозрачности, излишней мягкости репараций Германии и опасений возрождения германских претензий.
В апреле 1918 года был единогласно избран в состав Академии моральных и политических наук.

## Президент Франции
На выборах президента Франции в 1920 году на предварительном голосовании республиканцев неожиданно сумел опередить фаворита, премьер-министра Жоржа Клемансо (408 голосов против 389). Клемансо немедленно отозвал у своих сторонников разрешение выдвинуть свою кандидатуру на пост главы государства. На следующий день Национальное собрание избрало Поля Дешанеля, единственного заявленного кандидата, 734 голосами (84,6 % поданных бюллетеней). Это самое большое количество голосов в парламенте, когда-либо полученное кандидатом в президенты Третьей республики.
На посту президента стремился к перераспредлению части полномочий от правительства в пользу президента, однако столкнулся с негативной реакцией главы кабинета Александра Мильерана. В этот момент многие из окружения Дешанеля заметили, что его настроение стало депрессивным, поскольку достижение мечты — поста президента обернулось разочарованием в силу ограниченности полномочий.
Также стремился восстановить отношения с Ватиканом в качестве ответа на поддержку, оказанную ему католическими парламентариями во время президентских выборов.

### Инцидент в Монтаржи
24 мая 1920 года 65-летний президент, ехавший в поезде по югу Франции, ночью в пижаме подошёл к окну, потерял равновесие и выпал из него. Поезд шёл на низкой скорости, и Дешанель остался жив. Однако его свита и охрана пришла в ужас, обнаружив через несколько часов исчезновение главы государства. Когда на железнодорожную станцию Монтаржи явился пожилой человек в пижаме, весь в ссадинах, и заявил, что он президент республики, служащие, разумеется, не поверили ему, приняли за пьяницу и отвели в полицейский участок (к тому же в дотелевизионную эпоху далеко не все знали ведущих политиков в лицо). Жена железнодорожного рабочего впоследствии рассказывала: «Я сразу поняла, что это барин: у него были мытые ноги!»
Пропавший президент вскоре нашёлся при помощи телеграфа и был доставлен в Париж. Выяснилось, что падение и последовавший шок серьёзно повредили его психическое и физическое здоровье (по другим данным, причинно-следственная связь была обратной, и Дешанель бросился в окно в помрачении рассудка). История стала достоянием печати и сопровождалась откровенными насмешками и карикатурами.

### Отставка
После того как 10 сентября полуодетый Дешанель вышел прогуляться в парк Рамбуйе и, не снимая одежды, полез в воду (а потом уверял, что ничего не помнит), его убедили подать в отставку по состоянию здоровья. Он провёл в Елисейском дворце всего 7 месяцев и 3 дня (на 13 дней дольше, чем Казимир-Перье), став одним из самых недолговечных президентов.
Являлся убеждённым противником смертной казни: он был единственным президентом (до отмены смертной казни в 1981 году), при котором не был приведён в исполнение ни один смертный приговор.

## Последние годы
В 1921 году, оправившись от психического расстройства, он нашёл мужество вернуться в политику, баллотировался в Сенат от департамента Эр и Луара — где его карьера когда-то началась — и победил. В следующем году он был избран председателем комиссии Сената по иностранным делам, вызывая там всеобщее уважение, и активно принялся за работу, однако уже в следующем году он скончался от осложнений гриппа.

## Семья
Известный как великий соблазнитель, женился в позднем возрасте, в 46 лет на Жермен Брис, дочери депутата-миллионера Рене Бриса, которая была младше его на 21 год. У пары Дешанель было трое детей: Рене-Антуанетта (1902—1977, жена инженера Генри Вальдмана, а затем юриста Шарля Дюваля), Жан (1904—1963) и Луи-Поль (1909—1939).
Избран президентом республики 17 января 1920 года ввиду предстоявшего через месяц истечения полномочий Раймона Пуанкаре, причём победил Жоржа Клемансо, фигура которого казалась парламентариям слишком конфликтной; кроме того, некоторые опасались, что 78-летний Клемансо «выживет из ума». Повреждение рассудка, однако, совершенно неожиданно случилось с самим Дешанелем, и уже в том же году.

## Сочинения
Кроме нескольких сочинений о французской колониальной политике («La politique française en Océanie», 1884, с предисловием Лессепса, «Les Intérêts français dans l’océan Pacifique», 1887 и др.), написал:
- «Orateurs et hommes d’Etat» (1888),
- «Figures de femmes» (1889),
- «Essais de philosophie politique» (1889)
- «La question sociale» (1898)
- сборник речей («Questions actuelles», 1891).